# ایمانول الیاس
ایمانول الیاس (انگلیسی: Imanol Elías؛ زادهٔ ۱۷ اوت ۱۹۹۰) بازیکن فوتبال اهل اسپانیا است.
از باشگاه‌هایی که در آن بازی کرده‌است می‌توان به باشگاه فوتبال زامورا و باشگاه فوتبال میراندس اشاره کرد.